# Campeonato Mundial Júnior de Patinação Artística no Gelo de 1981
O Campeonato Mundial Júnior de Patinação Artística no Gelo de 1981 foi a sexta edição do Campeonato Mundial Júnior de Patinação Artística no Gelo, um evento anual de patinação artística no gelo organizado pela União Internacional de Patinação (em inglês:  International Skating Union) onde os patinadores artísticos competem pelo título de campeão mundial júnior. A competição foi disputada entre os dias 8 de dezembro e 14 de dezembro de 1980, na cidade de London, Ontário, Canadá.

## Eventos
- Individual masculino
- Individual feminino
- Duplas
- Dança no gelo

## Medalhistas
| Evento                        | Ouro                                               | Prata                                               | Bronze                                               |
| Individual masculino detalhes | Paul Wylie · Estados Unidos                        | Juri Bureiko · União Soviética                      | Scott Williams · Estados Unidos                      |
| Individual feminino detalhes  | Tiffany Chin · Estados Unidos                      | Marina Serova · União Soviética                     | Anna Antonova · União Soviética                      |
| Duplas detalhes               | Larisa Selezneva · Oleg Makarov · União Soviética  | Lorri Baier · Lloyd Eisler · Canadá                 | Marina Nikitiuk · Rashid Kadyrkaev · União Soviética |
| Dança no gelo detalhes        | Elena Batanova · Alexei Soloviev · União Soviética | Natalia Annenko · Vadim Karkachev · União Soviética | Karyn Garossino · Rodney Garossino · Canadá          |

## Resultados

### Individual masculino
| Pos.              | Nome           | Nacionalidade   |
| ----------------- | -------------- | --------------- |
| Medalha de ouro   | Paul Wylie     | Estados Unidos  |
| Medalha de prata  | Juri Bureiko   | União Soviética |
| Medalha de bronze | Scott Williams | Estados Unidos  |
| ...               |                |                 |

### Individual feminino
| Pos.              | Nome            | Nacionalidade   |
| ----------------- | --------------- | --------------- |
| Medalha de ouro   | Tiffany Chin    | Estados Unidos  |
| Medalha de prata  | Marina Serova   | União Soviética |
| Medalha de bronze | Anna Antonova   | União Soviética |
| ...               |                 |                 |
| 6                 | Diane Ogibowski | Canadá          |
| ...               |                 |                 |
| 10                | Charlene Wong   | Canadá          |
| ...               |                 |                 |

### Duplas
| Pos.              | Nome                               | Nacionalidade   |
| ----------------- | ---------------------------------- | --------------- |
| Medalha de ouro   | Larisa Selezneva / Oleg Makarov    | União Soviética |
| Medalha de prata  | Lorri Baier / Lloyd Eisler         | Canadá          |
| Medalha de bronze | Marina Nikitiuk / Rashid Kadyrkaev | União Soviética |
| ...               |                                    |                 |

### Dança no gelo
| Pos.              | Nome                               | Nacionalidade   |
| ----------------- | ---------------------------------- | --------------- |
| Medalha de ouro   | Elena Batanova / Alexei Soloviev   | União Soviética |
| Medalha de prata  | Natalia Annenko / Vadim Karkachev  | União Soviética |
| Medalha de bronze | Karyn Garossino / Rodney Garossino | Canadá          |
| ...               |                                    |                 |

## Quadro de medalhas
| Ordem | País            | Medalha de ouro | Medalha de prata | Medalha de bronze |    | Ordem por total |
| ----- | --------------- | --------------- | ---------------- | ----------------- | -- | --------------- |
| 1     | União Soviética | 2               | 3                | 2                 | 7  | 1               |
| 2     | Estados Unidos  | 2               |                  | 1                 | 3  | 2               |
| 3     | Canadá          |                 | 1                | 1                 | 2  | 3               |
| TOTAL | TOTAL           | 4               | 4                | 4                 | 12 | —               |